# Liste des abbayes et prieurés chalaisiens

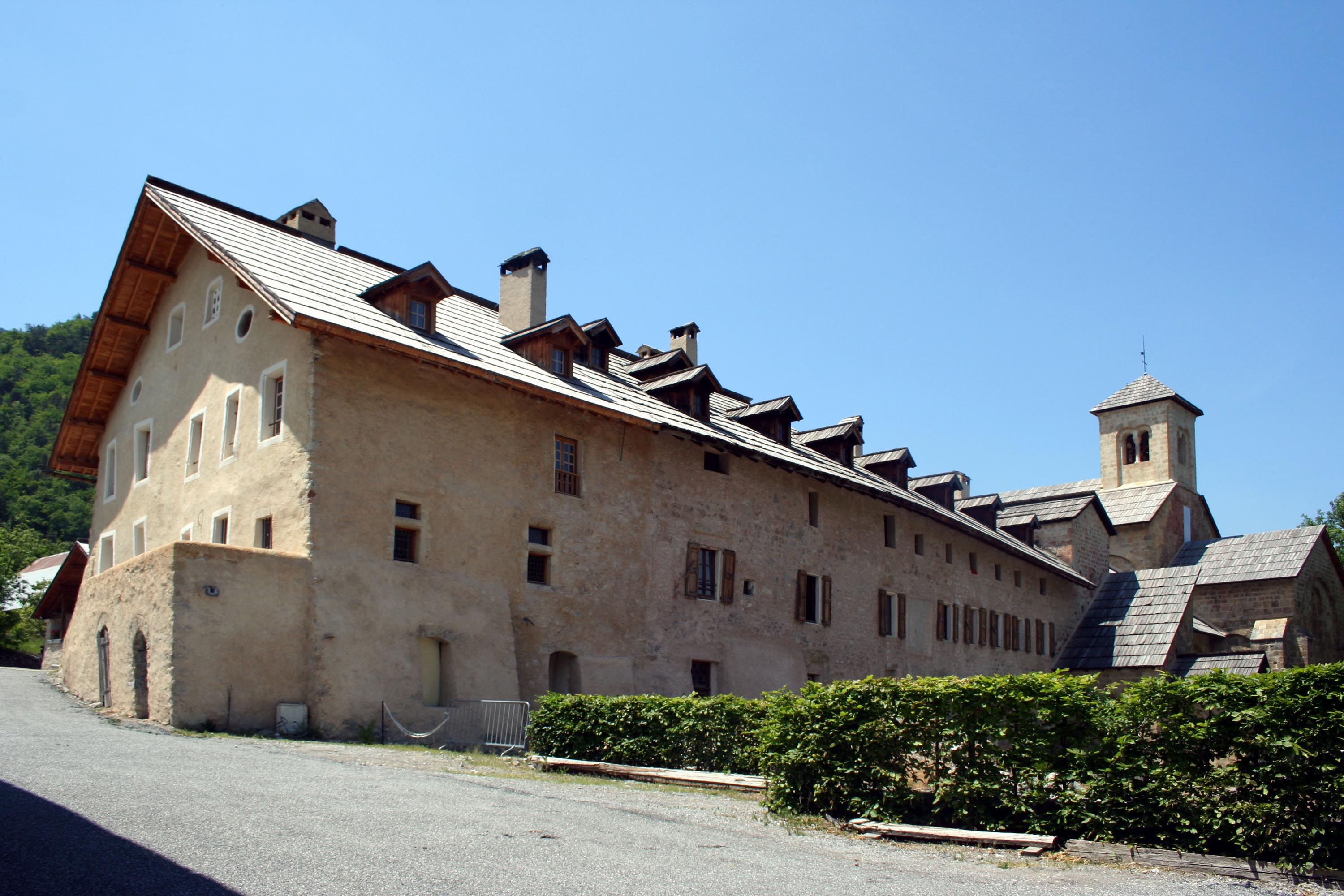
L'abbaye de Boscodon en 2006.

Cet article liste les abbayes et les prieurés de l'ordre de Chalais.
Les dates indiquées entre parenthèses correspondent au début et à la fin du statut d'abbaye chalaisienne, mais ne coïncident pas obligatoirement avec la création et la disparition du monastère.

## Liste des abbayes
- Haut – A
- B
- C
- D
- E
- F
- G
- H
- I
- J
- K
- L
- M
- N
- O
- P
- Q
- R
- S
- T
- U
- V
- W
- X
- Y
- Z

## A
- Abbaye d'Albeval (ou Aubevaux) (Vinay puis Beaulieu, Isère).
- Abbaye d'Almeval.

## B
- Abbaye Notre-Dame de Boscodon (Hautes-Alpes)[1]. Elle devient chef d'Ordre en 1303 à la suite de Notre-Dame-de-Chalais.

## C
- Abbaye Notre-Dame-de-Chalais (Voreppe, Isère), maison-mère de l'ordre de Chalais, aujourd'hui occupée par des moniales dominicaines[2].
- Abbaye de Clairecombe (ou Clarescombe) (Ribiers, (Hautes-Alpes).
- Abbaye de Clausonne (Le Saix, Hautes-Alpes).

## L
- Abbaye Notre-Dame de Lure (commune de Saint-Étienne-les-Orgues, Alpes-de-Haute-Provence).

## P
- Abbaye de Prads (Prads-Haute-Bléone, Alpes-de-Haute-Provence).
- Abbaye Sainte-Marie de Pierredon à (Saint-Rémy-de-Provence, Bouches du Rhône).

## V
- Abbaye de Valbonne (1199-1297) (Valbonne, Alpes-Maritimes)[3].

## Liste des prieurés
À cette liste de 10 abbayes s'ajoute les trois prieurés chalaisiens (Laverq, Paillerol et Valserres).

## L
- Le prieuré de Laverq dans le vallon éponyme (commune de Méolans-Revel, Alpes-de-Haute-Provence). Fondé en 1135, il devient une abbaye en 1220[4].

## P
- Le prieuré rural Saint-Blaise de Paillerol (filiale de l’abbaye de Chalais) dépendant de l’abbaye de Boscodon (Les Mées, Alpes-de-Haute-Provence)[5].

## V
- Le prieuré Saint-Maurice dominant la vallée de la Durance, propriété de l'abbaye de Boscodon (entre Remollon et Valserres, Hautes-Alpes)[6].